# Баллард, Люсьен
Люсьен Баллард (англ. Lucien Ballard; 6 мая 1908, Майами — 1 октября 1988, Ранчо-Мираж) — американский кинооператор, более всего известный чёрно-белыми фильмами нуар 1940—50-х годов и цветными широкоформатными вестернами 1960—1970-х годов.
С 1930 по 1936 год Баллард начинал кинокарьеру как ассистент оператора, затем как оператор «экзотичных, дорогостоящих фильмов режиссёра Джозефа фон Штернберга», самым успешным среди которых был «Дьявол — это женщина» (1935). В 1940—1941 годах он был вторым оператором скандально известного фильма Говарда Хьюза «Вне закона» (1943), вызвавшем знаменитую дискуссию Хьюза с цензорами о размере декольте исполнительницы главной роли Джейн Расселл.
В период 1940—1950-х годов наиболее значимыми работами Балларда были криминальные и военные драмы «Болотная вода» (1941), «Жилец» (1944), «Берлинский экспресс» (1948), «Дом на Телеграфном холме» (1951), «Примкнуть штыки!» (1951), «Можно входить без стука» (1952), «Крысы пустыни» (1953) и «Убийство по контракту» (1959). В этот период Баллард зарекомендовал как «выдающийся и разносторонний кинооператор классических чёрно-белых фильмов, добившись подобающего ему признания с фильмом нуар Стенли Кубрика „Убийство“ (1956).
С середины 1950-х годов Баллард проявил себя как мастер пышной натурной цветной широкоформатной съёмки вестернов таких режиссёров, как Генри Хэтэуэй, Сэм Пекинпа и Бадд Беттикер, с каждым из которых он работал по нескольку раз». Среди лучших его работ в жанре вестерн — «Скачи по высокогорью» (1962), «Сыновья Кэти Элгер» (1965), «Дикая банда» (1969), «Настоящее мужество» (1969) и «Баллада о Кэйбле Хоге» (1970).
Всего за время своей почти 50-летней операторской карьеры Баллард работал более чем над 130 фильмами. В 1935 году Баллард разделил с Джозефом фон Штернбергом премию Венецианского кинофестиваля за лучшую операторскую работу фильма «Дьявол — это женщина» (1935). В 1964 году он был номинирован на Оскар за лучшую чёрно-белую операторскую работу за фильм «Сторож» (1963). В 1970 году он получил премию за лучшую операторскую работу Национального общества кинокритиков США за фильм «Дикая банда» (1969).

## Ранние годы
Баллард родился 6 мая 1908 года в Майами, штат Оклахома.
Некоторое время он учился в Университете Оклахомы и Университете Пенсильвании, затем в поисках приключений отправился странствовать, добравшись до Китая. Вернувшись в США, Баллард устроился на работу в компанию по переработке древесины, где работал на лесопилке и охранял территорию.
В 1929 году Баллард приехал в гости к своей подруге, которая работала в сценарном отделе студии «Парамаунт», и благодаря ей попал в шоу-бизнес. Его взяли в «Парамаунт» в качестве разнорабочего, где он начинал с разгрузки грузовиков, дослужившись до помощника оператора. Под руководством таких операторов, как Виктор Мильнер, Чарльз Рошер, Баллард в течение пяти лет овладевал операторским мастерством, последовательно работая как ассистент оператора и оператор второго состава, кроме того став опытным монтажёром.

## Работа с Джозефом фон Штернбергом (1930—1936)
В конце концов Баллард был назначен в операторскую группу режиссёра Джозефа фон Штернберга, который использовал его как ассистента оператора и позднее главного оператора. В 1930 году Баллард был вторым оператором (без указания в титрах) мелодрамы фон Штернберга «Марокко» (1930) с Гэри Купером и Марлен Дитрих. Главный оператор этого фильма Ли Гармз был удостоен Оскара за лучшую операторскую работу.
В 1935 году Фон Штернберг поставил романтическую драму с Марлен Дитрих «Дьявол — это женщина» (1935), где сам был и главным оператором. Баллард фактически был сооператором фильма, хотя в титрах его имя указано не было. На Венецианском кинофестивале 1935 года и фон Штернберг, и Баллард были удостоены премии за лучшую операторскую работу за этот фильм.
В том же году в третьем совместном фильме с фон Штернбергом Баллард был повышен до официального упоминания его имени как главного оператора. Это был фильм «Преступление и наказание» (1935) по роману Фёдора Достоевского с Питером Лорре в главной роли. Баллард и Фон Штернберг вместе работали ещё один раз на мюзикле «Король выступает» (1936), «но после ссоры, по всей видимости, из-за того, кто должен управлять визуальным рядом, их пути разошлись».

## Работа на студии «Коламбиа» (1936—1940)
После ссоры с фон Штернбергом в 1936 году Баллард перешёл на студию «Коламбиа», где в течение пяти лет работал как главный оператор, главным образом в подразделении картин категории В над менее престижными картинами и короткометражными комедиями. К лучшим фильмам этого периода относятся детектив с Ритой Хейворт «Тень» (1937), криминальная драма «За этими стенами» (1939) и фильм нуар «Тупик» (1939), а наибольшей популярностью пользовались снятые им короткометражные комедии из серии про трёх балбесов.

## Работа с Говардом Хьюзом (1940—1941)
Уйдя с «Коламбиа» в 1940 году, Баллард перешёл на работу на студию «РКО» к Говарду Хьюзу, где принял участие в работе над его скандальным фильмом «Вне закона» (1943). Хьюз намеревался максимально возможно продемонстрировать женские достоинства главной героини Джейн Расселл, поручив снимать её в необычно открытом декольте. Пробные съёмки Расселл, которые сделал Баллард, вызвали неоднозначную реакцию у цензоров, и Хьюзу пришлось доказывать право на собственное видение. Для этой картины «Баллард снял тестовые сцены и работал в качестве ассистента первой команды великого оператора Грегга Толанда и в качестве основного оператора второго состава». Хотя фильм снимался в 1940—1941 годах, «из-за стремления Хьюза к совершенству и проблем с цензурой, фильм, завершённый и впервые показанный в 1943 году, был запущен в широкий прокат только после окончания Второй мировой войны, в 1946 году».

## Работа на студии «Двадцатый век Фокс» (1941—1945)
В 1941 году Баллард перешёл на студию «Двадцатый век Фокс», где проработал вплоть до 1945 года. Именно на «Фокс», работая на картинах категории А, Баллард впервые завоевал репутацию как мастер по фильмам, снятым в студийных декорациях. Уровень работ Балларда существенно вырос, он снял такие качественные картины, как криминальная драма Жана Ренуара «Болотная вода» (1941), фильмы нуар «Ночной прилив» (1942) и «Лора» (1944) (во всех этих фильмах — второй оператор), музыкальный фильм в участием оркестра Гленна Миллера «Жёны оркестрантов» (1942), фильм ужасов «Неумирающий монстр» (1942), военные драмы «Ночные бомбардировщики» (1943) и «Сегодня мы наступаем на Кале» (1943), а также фильм нуар Джона Брама «Жилец» (1944).

### Отношения с Мерл Оберон (1944—1949)
В 1944 году на съёмочной площадке фильма «Жилец» Баллард познакомился с актрисой Мерл Оберон, которая играла в фильме главную роль. В результате автомобильной аварии в 1937 году у Оберон остался на лице шрам. Чтобы он был незаметен на плёнке, Баллард изобрёл специальный кинопрожектор, который крепился непосредственно на камеру. Прожектор, получивший название «Оби» в честь Оберон, подсвечивал лицо таким образом, что на нём не были заметны дефекты и морщинки. Впоследствии этот прожектор стал широко использоваться в киноиндустрии.
Баллард и Оберон в 1945 году поженились и развелись в 1949 году. За это время они успели вместе поработать ещё на четырёх фильмах — мелодраме «Эта наша любовь» (1945), историческом триллере «Искушение» (1946), музыкальной мелодраме «Ночная песня» (1947) и фильме нуар «Берлинский экспресс» (1948). «Мастер стилизованной студийной съёмки, Баллард расширил свой диапазон, введя в фильм студии РКО „Берлинский экспресс“ (1948) архивный материал, вызывающий в памяти картины немецких городов, разрушенных во время Второй мировой войны».

## Работа на студии «Двадцатый век Фокс» (1951—1956)
Первые два года после войны Баллард провёл на студии «Юнивёрсал», работая над фильмами не самого высокого уровня, а затем два года — на «РКО» (снова работая с Хьюзом, который теперь владел студией).
В 1951 году Баллард вернулся на шесть лет на студию «Двадцатый век Фокс», где в первой половине 1950-х годов был оператором нескольких десятков качественных фильмов в самых разных жанрах. Он снимал военные драмы, такие как «Примкнуть штыки!» (1951) Сэмюэла Фуллера о Корейской войне с Ричардом Бейсхартом и «Крысы пустыни» (1953) Роберта Уайза с Ричардом Бартоном и Джеймсом Мейсоном. На его счету было несколько нуаровых фильмов, среди них фильм Роберта Уайза «Дом на Телеграфном холме» (1951) с Бейсхартом, послевоенный шпионский триллер Генри Хэтэуэя «Дипкурьер» (1952) с Тайроном Пауэром, драма «Можно входить без стука» (1952) с Ричардом Уидмарком и Мерилин Монро, нуар Роя Уорда Бейкера «Ночь без сна» (1952) с Линдой Дарнелл и Гэри Мерриллом, а также триллер «Инферно» (1953) с Робертом Райаном и Рондой Флеминг.

### Широкоформатная цветная съёмка
Глава «Фокс» Дэррил Занук поручил студии снимать картины в широкоэкранном формате и в цветовом формате CinemaScope и Technicolor. «Именно на студии „Фокс“ Баллард набрался бесценного опыта широкоэкранных цветных съемок, особенно, это касается его вестернов, создав себе репутацию первоклассного кинооператора в этом новом формате».
Баллард стал последовательно внедрять свои навыки широкоэкранной цветной съёмки при работе над вестернами «Возвращение техасца» (1952) Делмера Дейвса, «Облава» (1954) с Ваном Хефлиным и Энн Бэнкрофт (снят в системе Technicolor), «Белое перо» (1955) с Робертом Вагнером (CinemaScope) и «Гордые» (1956) с Робертом Райаном и Вирджинией Мейо (CinemaScope). Баллард снимал также и комедии, такие как музыкальная комедия (в формате CinemaScope) «Новые лица» (1954), а также две комедии Генри Костера с Джеймсом Стюартом — «Возьми её, она моя» (1963) и «Дорогая Бриджитт» (1965).

## Фильмы нуар 1950-х годов и сотрудничество с Кубриком
В 1956 году "опытный и уважаемый Баллард вернулся к своим чёрно-белым корням в качестве оператора фильма нуар «Убийство» Стенли Кубрика, который сам был талантливым оператором. Результатом их совместной работы стал «запоминающийся визуальный ряд и атмосфера», которые способствовали тому, что фильм Кубрика был признан как одно из самых новаторских произведений в своём жанре.
Кроме этого фильма во второй половине 1950-х годов Баллард снял такие запоминающиеся фильмы нуар, как «Убийца на свободе» (1956) Бадда Беттикера, «Поцелуй перед смертью» (1956) Герда Освальда, а также два минималистских триллера Ирвинга Лернера — «Убийство по контракту» (1958) и «Город страха» (1959).

## Сотрудничество с Генри Хэтэуэем (1952—1969)
В 1930 году на съёмочной площадке фильма Фон Штернберга «Марокко» Баллард впервые работал вместе с Генри Хэтэуэем, в то время ассистентом режиссёра. Более двух десятилетий спустя установившаяся между ними дружба привела к серии совместных фильмов, где Хэтэуэй уже выступал в качестве режиссёра. В первой половине 1950-х годов они вместе над триллером «Дипкурьер» (1952), фильмом по рассказам О.Генри «Полный дом» (1952) и исторической приключенческой мелодрамой времён Короля Артура «Принц Валиант» (1954) с Джеймсом Мейсоном и Джанет Ли.
Позднее, на этот раз во второй половине 1960-х годов, они снова работали вместе над тремя вестернами, ставшими их лучшими совместными работами — «Сыновья Кэти Элдер» (1965) с Джоном Уэйном и Дином Мартином, «Невада Смит» (1966) со Стивом МакКуином и «Настоящее мужество» (1969) снова с Уэйном. Последний фильм за великолепные природные съёмки юго-западного Колорадо был особенно высоко оценён профессиональным сообществом.

## Сотрудничество с Баддом Беттикером (1955—1969)
Другим многолетним партнёром Балларда стал режиссёр Бадд Беттикер. Их первой совместной работой стала снимавшаяся в Мексике в формате CinemaScope мелодрама «Великолепный матадор» (1955) с Морин О’Харой и Энтони Куинном, за которой последовал чёрно-белый фильм нуар «Убийца на свободе» (1956) с Уильямом Холденом и Рондой Флеминг. В 1957 году они сняли пилотный эпизод телесериала «Маверик» (1957), после чего вышел их наиболее удачный совместный фильм, вестерн «Одинокий всадник Бьюкенен» с Рэндольфом Скоттом в главной роли.
В 1959 году Беттикер и Баллард работали над криминальной драмой эпохи сухого закона «Взлёт и падение Легза Даймонда» (1960). Баллард намеренно пытался снимать этот фильм в зернистом, устаревшем стиле, чтобы полнее донести суровую атмосферу того времени. Позднее Беттикер рассказывал, что когда продюсер увидел фильм, визуальный ряд которого был специально разработан Баллардом для воссоздания аутентичности ощущения эпохи 1920-х годов, как бы подражая кинематографу того времени, продюсер раскритиковал этот материал. Не понимая, чего добивался Баллард, продюсер заявил Беттикеру: «Я думал, вы говорили, что Баллард — хороший оператор!». В 1969 году Баллард снял последний художественный фильм Беттикера, более скромный вестерн «Время умирать» (1969).
Начиная с 1960 года, Беттикер занялся созданием монументальной кинобиографии мексиканского матадора Карлоса Аррузы, на которой он работал в течение десяти лет. Результатом работы стал документально-биографический фильм «Арруза» (1972), для которого Баллард снял объёмный материал, включающий многочисленные эпизоды боёв быков. Позднее, когда он уже в течение семи лет был на пенсии, Баллард снял в качестве любезности своему другу Беттикеру документальный фильм о его лошадиной ферме «Моё королевство для…» (1985).

## Сотрудничество с Сэмом Пекинпой (1960—1972)
Более всего Баллард знаменит своим сотрудничеством с Сэмом Пекинпой. Их первой совместной работой стал телевестерн «Человек с Запада» (1960), где Пекинпа был продюсером и время от времени режиссёром, для этого сериала Баллард снял три эпизода. Затем последовал классический вестерн «Скачи по высокогорью» (1962) с участием Рэндольфа Скотта и Джоэла МакКри.
«Однако только их следующая совместная работа, вестерн „Дикая банда“ (1969) с участием Уильяма Холдена и Роберта Райана вознесла Пекинпу в пантеон великих режиссёров и сделала Балларда широко известным за пределами узкого круга профессионалов и поклонников кино». При съёмках этого фильма «мастерство Балларда в работе с широким форматом достигло совершенства».
Все совместные работы работы Пекинпы и Балларда были вестернами, за исключением криминального триллера «Побег» (1972) с участием Стива Маккуина и Эли Макгроу. «Именно благодаря своей блестящей работе над фильмами „Дикая банда“ (1969) и „Побег“ (1972) Баллард стал любимцем поклонников культового кино. Эти работы удивительным образом не смогли завоевать Оскары, которые обходили Балларда стороной на протяжении всей его профессиональной карьеры». Баллард также снял для Пекинпы комедийный вестерн «Баллада о Кэйбле Хоге» (1970) с Джейсоном Робардсом, и «Младший Боннер» (1972) со Стивом МакКуином, «став главным партнёром режиссёра в период его величия».

## Другие работы 1960—1970-х годов
Среди прочих знаменательных фильмов, снятых Баллардом в 1960-70-е годы, вестерны «Уилл Пенни» (1967) с Чарльтоном Хестоном, «Перевал Брейкхарт» (1975) и «С полудня до трёх» (1976) с Чарльзом Бронсоном, и такие разнообразные картины, как комедия Блейка Эдвардса «Вечеринка» (1968) с Питером Селлерсом и напряжённая криминально-психологическая драма «Майки и Никки» (1976) с Питером Фальком и Джоном Кассаветисом.

## Признание
Удивительно, что хотя за время своей карьеры с 1935 по 1978 год Баллард был оператором почти 130 фильмов, он был номинирован на Оскар лишь однажды, в 1964 году за чёрно-белую картину «Сторож» (1963). «Такой недосмотр совершенно необъясним, учитывая, что на протяжении большей части его карьеры ежегодно вручались по два Оскара за операторскую работу — отдельно за чёрно-белые и за цветные фильмы».
В 1970 году Национальное общество кинокритиков отметило премией «выдающуюся широкоформатную работу Балларда при съёмках эпического шедевра Пекинпы „Дикая банда“ (1969), который почему-то даже не был номинирован на Оскар».

## Личная жизнь и смерть
Баллард был женат трижды. В первом браке с 1928 по 1944 году у него родилось двое детей. После этого, «как и многие кинооператоры, Баллард женился на одной из актрис, которую снимал: в 1944—1949 годах он был мужем Мерл Оберон». C 1949 по 1982 год Баллард был женат в третий раз, в этом браке у него родилось также двое детей.
Люсьен Баллард погиб в автокатастрофе около своего дома в городе Ранчо-Мираж в Калифорнии 1 октября 1988 года в возрасте 80 лет.

## Фильмография
- 1930 — Марокко / Morocco (в титрах не указан)
- 1935 — Дьявол — это женщина / The Devil Is a Woman (в титрах не указан)
- 1935 — Преступление и наказание / Crime and Punishment
- 1936 — Жена Крейга / Craig’s Wife
- 1936 — Последний час / The Final Hour
- 1936 — Король уходит / The King Steps Out
- 1937 — Тень / The Shadow
- 1937 — Жизнь начинается с любви / Life Begins with Love
- 1937 — Девушки умеют играть / Girls Can Play
- 1937 — Венера приносит проблемы / Venus Makes Trouble
- 1937 — Я обещаю заплатить / I Promise to Pay
- 1937 — Рэкетиры в ссылке / Racketeers in Exile
- 1937 — Игровая площадка дьявола / Devil’s Playground
- 1938 — Рио Гранде / Rio Grande
- 1938 — Лошадка в сумке / A Nag in the Bag
- 1938 — Полёт к славе / Flight to Fame
- 1938 — Эскадрон чести / Squadron of Honor
- 1938 — Дорожный патруль / Highway Patrol
- 1938 — Одинокий волк в Париже / The Lone Wolf in Paris
- 1938 — Исправительное учреждение / Penitentiary
- 1939 — Береговая охрана / Coast Guard
- 1939 — За этими стенами / Outside These Walls
- 1939 — Тупик / Blind Alley
- 1939 — Давайте будем жить / Let Us Live
- 1939 — Паника в Техасе / Texas Stampede
- 1939 — Грохочущий Запад / The Thundering West
- 1940 — Злодей всё ещё преследовал её / The Villain Still Pursued Her
- 1941 — Болотная вода / Swamp Water (в титрах не указан)
- 1941 — Зов диких гусей / Wild Geese Calling
- 1942 — Неумирающий монстр / The Undying Monster
- 1942 — Жёны оркестрантов / Orchestra Wives
- 1942 — Шепчущие призраки / Whispering Ghosts
- 1942 — Лунный прилив / Moontide (в титрах не указан)
- 1943 — Священные узы брака / Holy Matrimony
- 1943 — Ночные бомбардировщики / Bomber’s Moon
- 1943 — Сегодня мы наступаем на Кале / Tonight We Raid Calais
- 1943 — Вне закона / The Outlaw (в титрах не указан)
- 1944 — Лора / Laura (в титрах не указан)
- 1944 — Приятный и бесчестный / Sweet and Low-Down
- 1944 — Жилец / The Lodger
- 1945 — Эта наша любовь / This Love of Ours
- 1946 — Искушение / Temptation
- 1947 — Ночная песня / Night Song
- 1948 — Берлинский экспресс / Berlin Express
- 1951 — Примкнуть штыки! / Fixed Bayonets!
- 1951 — Давай сделаем это по закону / Let’s Make It Legal
- 1951 — Дом на Телеграфном холме / The House on Telegraph Hill
- 1952 — Ночь без сна / Night Without Sleep
- 1952 — Можно входить без стука / Don’t Bother to Knock
- 1952 — Дипкурьер / Diplomatic Courier
- 1952 — Возвращение техасца / Return of the Texan
- 1953 — Инферно / Inferno
- 1953 — Славная бригада / The Glory Brigade
- 1953 — Крысы пустыни / The Desert Rats
- 1954 — Облава / The Raid
- 1954 — Принц Валиант / Prince Valiant
- 1954 — Новые лица / New Faces
- 1955 — Семь золотых городов / Seven Cities of Gold
- 1955 — Великолепный матадор / The Magnificent Matador
- 1955 — Белое перо / White Feather
- 1956 — Король и четыре королевы / The King and Four Queens
- 1956 — Поцелуй перед смертью / A Kiss Before Dying
- 1956 — Убийство / The Killing
- 1956 — Гордые / The Proud Ones
- 1956 — Убийца на свободе / The Killer Is Loose
- 1957 — Банда ангелов / Band of Angels
- 1957 — Грешная жена / The Unholy Wife
- 1958 — Убийство по контракту / Murder by Contract
- 1958 — Анна Лукаста / Anna Lucasta
- 1958 — Одинокий всадник Бьюкенен / Buchanan Rides Alone
- 1958 — Я женился на женщине / I Married a Woman
- 1959 — Аль Капоне / Al Capone
- 1959 — Город страха / City of Fear
- 1960 — Страсть в пыли / Desire in the Dust
- 1960 — Плати или умри / Pay or Die
- 1960 — Терновый куст / The Bramble Bush
- 1960 — Рассвет и закат Легза Даймонда / The Rise and Fall of Legs Diamond
- 1961 — Сьюзен Слейд / Susan Slade
- 1961 — Морпехи, вперёд / Marines, Let’s Go
- 1962 — Скачи по высокогорью / Ride the High Country
- 1963 — Возьмите её, она моя / Take Her, She’s Mine
- 1963 — Стена шума / Wall of Noise
- 1963 — Жёны и любовницы / Wives and Lovers
- 1963 — Сторож / The Caretakers
- 1964 — Рабочий по найму / Roustabout
- 1964 — Новые интерны / The New Interns
- 1965 — Боинг, Боинг / Boeing, Boeing
- 1965 — Сыновья Кэти Элдер / The Sons of Katie Elder
- 1965 — Дорогая Бриджит / Dear Brigitte
- 1966 — Невада Смит / Nevada Smith
- 1966 — Эльфего Бака: закон шести ружей / Elfego Baca: Six Gun Law
- 1966 — Око за око / An Eye for an Eye
- 1967 — Уилл Пенни / Will Penny
- 1967 — Час оружия / Hour of the Gun
- 1968 — Как это прекрасно! / How Sweet It Is!
- 1968 — Вечеринка / The Party
- 1969 — Время умирать / A Time for Dying
- 1969 — Дикая банда / The Wild Bunch
- 1969 — Настоящее мужество / True Grit
- 1970 — Гавайцы / The Hawaiians
- 1970 — Баллада о Кэйбле Хоге / The Ballad of Cable Hogue
- 1971 — Что случилось с Хелен? / What’s the Matter with Helen?
- 1972 — Побег / The Getaway
- 1972 — Младший Боннер / Junior Bonner
- 1973 — Дамочка при бриллиантах / Lady Ice
- 1974 — Истории о трёх балбесах / The Three Stooges Follies
- 1974 — Тернистый путь троих / Three the Hard Way
- 1974 — Томазин и Бушрод / Thomasine & Bushrod
- 1975 — Побег / Breakout
- 1975 — Перевал Брейкхарт / Breakheart Pass
- 1976 — Барабан / Drum
- 1976 — Сент Айвз / St. Ives
- 1976 — С полудня до трёх / From Noon Till Three
- 1976 — Майки и Никки / Mikey and Nicky
- 1978 — Кроличий центр / Rabbit Test